# فلوئورید وانادیم (V)
فلوئورید وانادیم(V) (به انگلیسی: Vanadium(V) fluoride) با فرمول شیمیایی VF۵ یک ترکیب شیمیایی است. که جرم مولی آن ۱۴۵٫۹۳۴ g/mol می‌باشد. شکل ظاهری این ترکیب، پودر سبز و خاکستری است.